# Condado de Labette
O Condado de Labette é um dos 105 condados do estado americano de Kansas. A sede do condado é Oswego, e sua maior cidade é Parsons. O condado possui uma área de 1 692 km² (dos quais 12 km² estão cobertos por água), uma população de 22 835 habitantes, e uma densidade populacional de 14 hab/km² (segundo o censo nacional de 2000). O condado foi fundado em 26 de fevereiro de 1867.